# Буквица (растение)
Буквица (лат. Betonica) — род травянистых растений семейства Яснотковые (Lamiaceae).

## Ботаническое описание
Многолетние травянистые корневищные растения, 15—100 см высотой. Стебли простые, прямостоячие, реже восходящие. Листья яйцевидно-продолговатые, продолговато-ланцетовидные, узколанцетные, реже яйцевидные или сердцевидные, городчатые, основание сердцевидное или суженное; нижние стеблевые — длинночерешковые, постепенно переходят в сидячие прицветные листья.
Цветки сидячие (цветоносы и цветоножки отсутствуют), собраны по 16—20 в парциальные соцветия («мутовки»), скученные в общее, колосовидное или головчатое, соцветие (1-3 пары «мутовок» отставленные). Прицветники от яйцевидно-ланцетовидных до линейно-ланцетных, многочисленные, утолщённые в основании, 6—10 мм длиной, верхушка заострённая. Чашечка колокольчато-трубчатая, 7-25 мм длиной; зубцов 5, равные, верхушка заострённая. Венчик розовый, фиолетовый, пурпурный, лиловый, редко жёлтый или белый; верхняя губа — слабо шлемовидная, цельная, редко выемчатая или зазубренная, двулопастная или двунадрезанная; нижняя губа немного длиннее верхней, отогнута от неё на 45°, средняя доля более крупная, округлая, часто выемчатая или волнистая, боковые доли короткие, яйцевидные, округлые, продолговатые или эллиптические.
Тычинок 2 пары; нити после цветения остаются прямыми. Пыльники интрорзные, голые, 1—1,8 мм длиной, двугнёздные, гнёзда располагаются параллельно или почти параллельно. Гинецей ценокарпный, двучленно-двугнёздный. Завязь верхняя. Столбик гинобазический. Рыльце двулопастное. Плод — ценобий из клиновидных или узкоэллипсоидальных, коричневых эремов.

## Распространение и экология
Встречается в Северной Африке, Европе, на Кавказе, в Западной и Средней Азии, и Западной Сибири.

## Классификация

### Дифференциация рода
Род Betonica L. был описан C. Linnaeus (1753). В дальнейшем этот таксон рассматривался в ранге самостоятельного рода (Willdenow, 1801; Bieberstein, 1808; Bentham, 1848; Boissier, 1879; Кнорринг, 1954; Rechinger, 1982; Меницкий, 1987), секции рода Stachys L. (Bentham, 1834; Briquet, 1897) или как подрод рода Stachys (Bhattacharjee, 1980). Будучи включённым в состав рода Stachys, он располагался в начале его системы (Bentham, 1834; Briquet, 1897; Ball, 1973), предшествуя секции Eriostomum, или в конце (Bhattacharjee, 1980), следуя за секцией Ambleia. В качестве самостоятельного рода, Betonica занимал позицию рядом с родом Stachys: как предшествовал ему (Willdenow, 1801; Bentham, 1848), так и следовал за ним (Кнорринг, 1954; Rechinger, 1982; Меницкий, 1987), но при этом всегда рассматривался в рамках трибы Stachydeae Briq.
Ниже приведены различия родов чистец (Stachys) и буквица (Betonica):
1. Прицветники у Betonica многочисленные, длинные, утолщённые в основании, а у Stachys не утолщённые в основании, многочисленные только у видов секции Eriostomum (Hoffmanns. et Link) Dumort. и у некоторых других групп.
2. Цветки у Betonica сидячие, а у Stachys на цветоножках (или даже имеют цветонос), очень редко полусидячие.
3. У представителей рода Betonica отсутствует кольцо волосков в трубке венчика (только у B. alopecuros L. имеется неполностью выполненное кольцо); практически у всех видов Stachys кольцо б. м. ясно выраженное или есть его рудименты.
4. У Betonica соцветие в большинстве случаев густое, колосовидное; цветоносный побег у большинства видов (кроме B. betoniciflora (Rupr. ex O. Fedtsch. et B. Fedtsch.) Sennikov) слабо облиственный, листья располагаются преимущественно в основании стебля, а также при основании стебля имеется розетка (кроме B. betoniciflora) из длинночерешчатых, удлинённых листьев с городчатым краем; у Stachys стебли, как правило, б. м. густо облиственные, розетка при основании стебля встречается редко.
5. Нити тычинок у Betonica после цветения остаются прямыми, а у Stachys — отгибаются в сторону.
6. У Betonica нижняя губа по длине лишь ненамного превосходит верхнюю губу, а у Stachys (кроме секции Calostachys) она значительно длиннее верхней губы.
7. Гнёзда пыльников у Betonica располагаются параллельно или почти параллельно, а у Stachys они образуют выраженный угол (кроме некоторых видов секции Ambleia Benth.).
8. У Betonica имеются отличия в строении механического слоя перикарпия: клетки мезокарпия у видов Betonica по сравнению с видами Stachys более крупные и б. м. изодиаметрические; склереиды Betonica отличаются от склереид Stachys почти квадратной (а не вытянуто-продолговатой) формой, полостями почти округлыми (а не длинными), сильно (а не слабо) утолщёнными внутренней тангентальной и радиальными клеточными стенками, выраженной концентрической «слоистостью» оболочек (у Stachys «слоистость» отсутствует).
9. У Betonica имеются отличия в морфологии проростков: первые листья у B. officinalis очерёдные, а не супротивные, как у видов рода Stachys. В целом, по сравнению с родом Stachys род Betonica лишён некоторых признаков, которые можно было бы рассматривать как более примитивные. Например, у его представителей нет цветоноса, который имеется у некоторых видов Stachys, а также отсутствуют цветоножки; соответственно, роду Betonica свойственна бо́льшая степень редукции парциальных соцветий. Также для Betonica характерна экологическая приуроченность, связанная в большей 98 степени с мезофильной линией развития, и распространение, в том числе, при помощи корневищ.

### Таксономия
Betonica L., 1753, Sp. Pl. : 573
Род Буквица относится к семейству Яснотковые (Lamiaceae) порядка Ясноткоцветные (Lamiales), который последовательно входит в вышестоящие клады Ламииды → Астериды → Суперастериды → Эвдикоты → Цветковые растения. Таксономическая схема в соответствии с Системой APG IV по состоянию на декабрь 2023 года:
|  |                          |  |                                   |                                   |                      |  | ещё 23 семейства |               |               |                                                             |
|  |                          |  |                                   |                                   |                      |  |                  |               |               | 10 подтверждённых видов и 10 видов, ожидающих подтверждения |
|  |                          |  |                                   | порядок Ясноткоцветные            |                      |  |                  |               | род Буквица   |                                                             |
|  |                          |  |                                   | порядок Ясноткоцветные            |                      |  |                  |               | род Буквица   |                                                             |
|  | клада Цветковые растения |  |                                   |                                   | семейство Яснотковые |  |                  |               |               |                                                             |
|  | клада Цветковые растения |  |                                   |                                   |                      |  |                  |               |               |                                                             |
|  |                          |  | ещё 63 порядка цветковых растений | ещё 63 порядка цветковых растений |                      |  |                  | ещё 267 родов | ещё 267 родов |                                                             |
|  |                          |  |                                   | ещё 63 порядка цветковых растений |                      |  |                  |               | ещё 267 родов |                                                             |

### Виды
- Betonica alopecuros L. (1753) — Буквица лисохвостная
- Betonica betoniciflora (Rupr. ex O.Fedtsch. & B.Fedtsch.) Sennikov (2013) — Буквица олиственная, или Буквица буквицецветная
- Betonica brantii (Benth.) Boiss. (1879)
- Betonica bulgarica Degen & Nejceff (1905)
- Betonica hirsuta L. (1771) — Буквица опушённая
- Betonica macrantha K.Koch (1849) — Буквица крупноцветковая
- Betonica nivea Steven (1812) — Буквица белоснежная
- Betonica officinalis L. (1753) typus — Буквица лекарственная
- Betonica orientalis L. (1753) — Буквица восточная
- Betonica scardica Griseb. (1844)